# زبان سینهالی
زبان سینهالی (که سینهالا یا سینگهالی نیز نامیده می‌شود) زبانی است که عمدتاً توسط مردم نژاد سینهالی (بزرگ‌ترین گروه نژادی سری لانکا) به کار می‌رود.
سینهالی زبان مادری حدود ۱۳ میلیون نفر در جهان است و از خانواده زبان‌های هندواروپایی، شاخه هندوایرانی و زیرشاخهٔ هندوآریایی این خانواده‌است. این زبان بسیار نزدیک به زبان «دیوهی»، زبان کشور مالدیو است. بر پایه افسانه‌ای شاهزاده ویجایه و چندصد تن از ملازمانش زبان سینهالی را حدود سال ۵۰۰ پ.م. از هندوستان به سری‌لانکا آورده‌اند.